# Philip Widmer
Philip Widmer (* 18. Oktober 1983 in Banff) ist ein ehemaliger kanadischer Skilangläufer.

## Werdegang
Widmer nahm von 2001 bis 2014 vorwiegend an Wettbewerben des Continental-Cups teil. Dabei holte er acht Siege, davon sechs im Nor-Am-Cup und zwei bei der US Super Tour. Seine beste Gesamtplatzierung war der achte Platz in der Saison 2007/08 beim Nor Am Cup. Sein erstes von insgesamt 24 Weltcuprennen absolvierte er im Dezember 2005 in Vernon und belegte dabei den 26. Platz im Sprint und holte damit seine ersten Weltcuppunkte. Bei den U23-Weltmeisterschaften 2006 in Kranj kam er auf den 53. Platz über 15 km klassisch und auf den 17. Rang im Sprint. Bei seiner einzigen Olympiateilnahme im Februar 2006 in Turin errang er den 47. Platz im Sprint. Im folgenden Jahr gelang ihn bei den nordischen Skiweltmeisterschaften 2007 in Sapporo der 63. Platz im Sprint. Im Januar 2008 erreichte er in Canmore mit dem 13. Platz im Sprint seine beste Einzelplatzierung im Weltcup. Bei den nordischen Skiweltmeisterschaften 2009 in Liberec belegte er den 30. Platz im Sprint. Im Februar 2013 errang er bei den nordischen Skiweltmeisterschaften 2013 im Val di Fiemme den 49. Platz im Sprint.
Widmer ist der ältere Bruder von Heidi Widmer.

## Siege bei Continental-Cup-Rennen
| Nr. | Datum             | Ort         | Disziplin           | Serie         |
| --- | ----------------- | ----------- | ------------------- | ------------- |
| 1.  | 24. Januar 2009   | Rossland    | Sprint Freistil     | Nor-Am Cup    |
| 2.  | 13. Dezember 2009 | Vernon      | Sprint Freistil     | Nor-Am Cup    |
| 3.  | 3. Januar 2010    | Valcartier  | Sprint Freistil     | Nor-Am Cup    |
| 4.  | 20. Februar 2010  | Madison     | 10 km Freistil Mst. | US Super Tour |
| 5.  | 21. Februar 2010  | Madison     | Sprint klassisch    | US Super Tour |
| 6.  | 14. Januar 2012   | Whistler    | Sprint Freistil     | Nor-Am Cup    |
| 7.  | 5. Januar 2013    | Thunder Bay | Sprint klassisch    | Nor-Am Cup    |
| 8.  | 1. Februar 2013   | Cantley     | Sprint klassisch    | Nor-Am Cup    |